# Повіт Римніку-Серат
 Повіт Римніку-Серат — адміністративна одиниця першого порядку Королівства Румунія, розташована в історичному регіоні Мунтенія. Центром повіту було місто Римніку-Серат.

## Територія

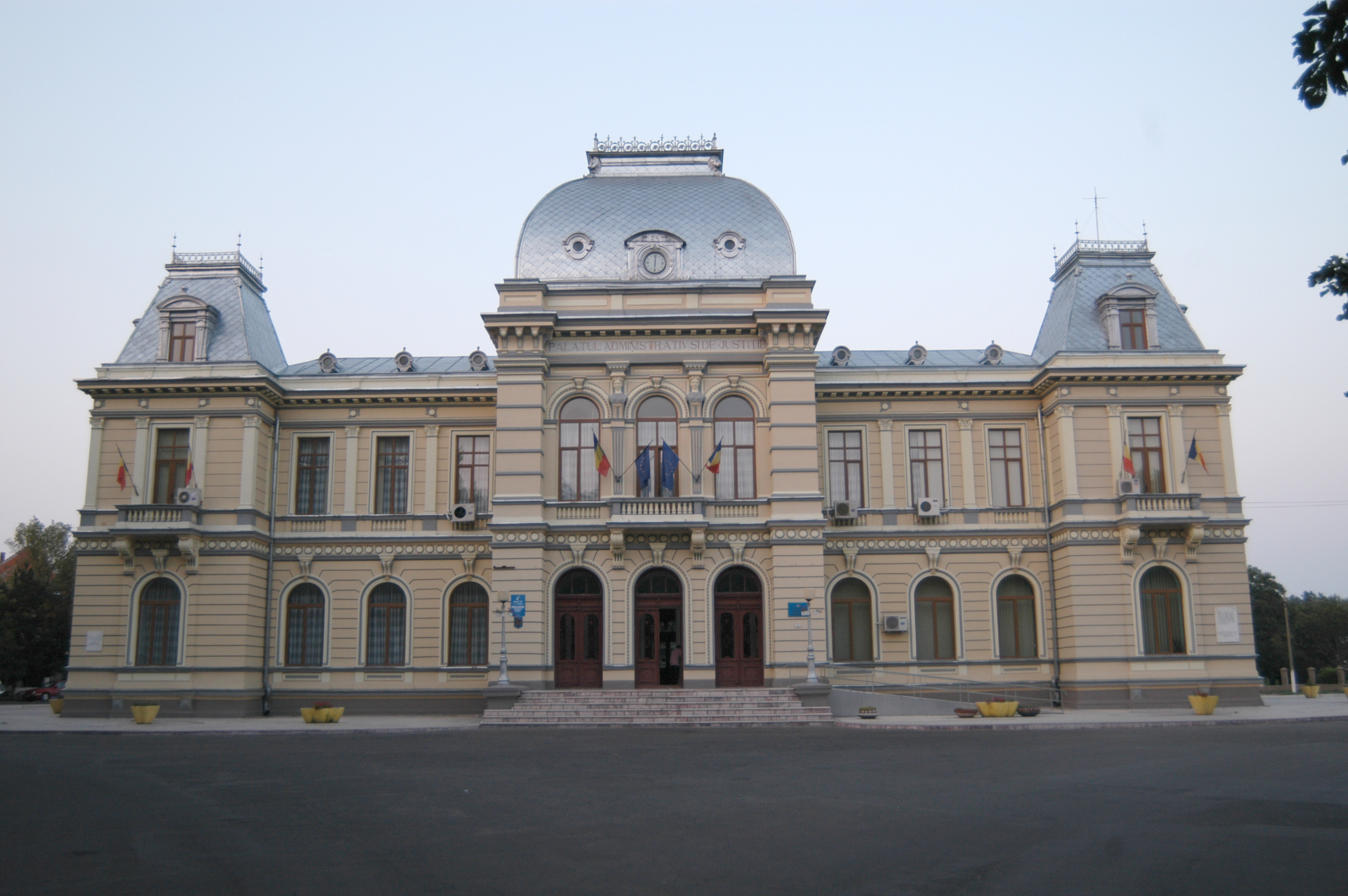
Будівля префектури округу Римніку-Серат міжвоєнного періоду. Історична будівля-пам’ятка 1898 року побудови, розташована на вул. Ніколає Белческу № 1, побудований за планами архітекторів Філіпа Ксенополя та Костянтина Байкояну, зараз є штаб-квартирою муніципалітету Римніку-Серат.

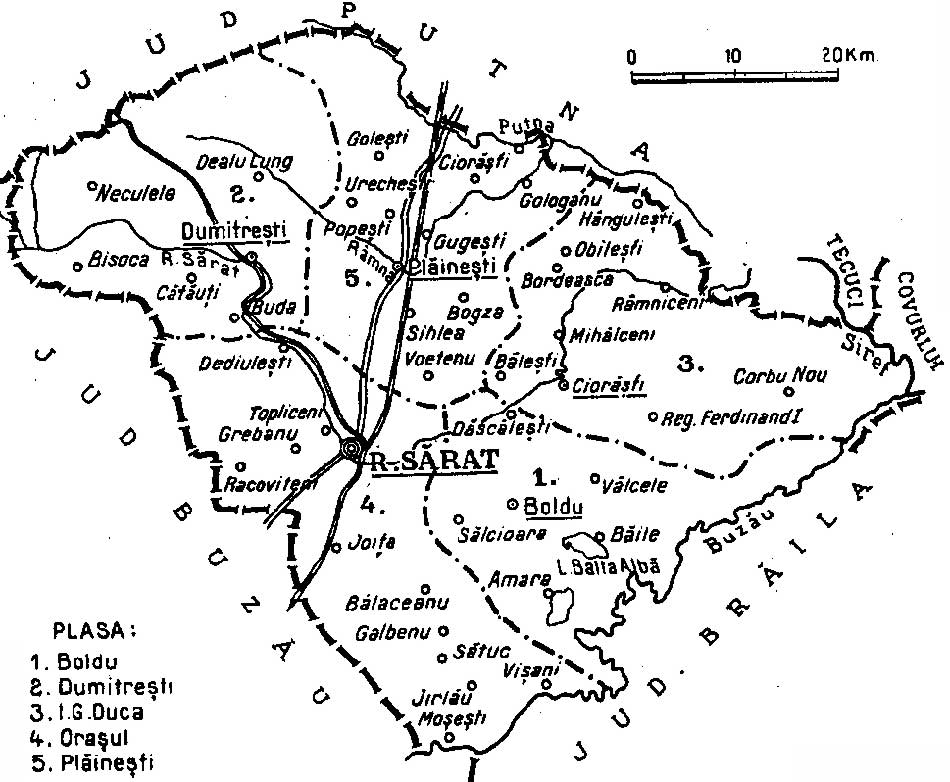
Карта повіту з планом і назвою ділянок 1938 року.

Повіт знаходився в центрально-південно-східній частині Великої Румунії, на північному сході регіону Мунтенія. Зараз основна частина його території є частиною повіту Бузеу, за винятком північного краю, який належить повіту Вранча, та східної частини, що входить до складу повіту Бреїла. Повіт межував на півночі з повітом Путна (частково через річку Мілков), на сході — з повітами Текучі та Ковурлуй (обидва через річку Сірет), на південному сході — з повітом Бреїла (по річці Бузеу), а на заході — з повітом Бузеу.

## Історія
Повіт Слам-Рамнік (стара назва Рямнікулуй-Серат) сягає періоду середньовічної організації Валахії. Спочатку центром повіту було місто Фокшаній-Мунтень, розташоване на правому березі річки Мілков, яка відділяла його від міста, що належало Молдові. У 1542 році, коли Османська імперія анексувала Бреїлу та його сусідню територію, перетворивши її на рай, округ Слам-Рамнік отримав решту території, якою раніше керував Бреїла. У 1862 році, з політичним об'єднанням Валахії та Молдови, центр повіту було перенесено до Римніку-Серат, оскільки в центрі повіту був більший ярмарок, який потім отримав назву Римніку-Серат за новою резиденцією; Focşanii Munteni також був об'єднаний з молдавською стороною, ставши центром повіту Путна. Будинки в Римніку-Серат, де функціонували повітові установи, були придбані та належним чином обладнані до 1900 року.
Повіт було скасовано в 1950 році, його південну територію, включаючи місто проживання, було включено до регіону Бузеу, який, у свою чергу, через два роки був включений до регіону Плоєшті, регіону, в якому був утворений район Римніку-Серат; більша частина північної частини графства перейшла до регіону Путна, а потім послідовно до регіону Барлад ; невелика частина східної території (вздовж лівого берега Бузеу, аж до її впадіння в Сірет) увійшла до Галацького регіону, у свою чергу, також увійшла до того ж Галацького регіону, як і східний. У 1968 році він повернувся до організації за повітами, але повіт Римніку-Серат більше не був створений, його територія відтоді була поділена між повітами Бузеу (місто Римніку-Серат і південні райони), Вранча (північна і північно-східна частина) і Браїла (східна частина).

## Організація
Наприкінці 19 століття, згідно з Великим географічним словником Румунії, повіт був поділений на сім округів: 
1. Пласа Римнікул, з резиденцією в Думітрешті, з комунами Житія, Бісока, Думітрешті, Кіождень, Буда,  Данулешть, Дялу Лунг і Валя-Салчієй;
2. Пласа Орашул (крайня північ, навколо міста Фокшани, колишня резиденція до 1859 р.), з резиденцією в Котешти, з комунами: Andreiași, Блідарі, Бонцешти, Budești, Broșteni, Câmpineanca, Карлігі, Cotești, Golești, Faraoanele, Odobasca, Risipiți і Vârteșcoiu ;
3. Пласа Гредіштя, з резиденцією в Gradistea de Sus, з комунами: Amara, Balta Albă, Boldu, Câineni, Domnița, Gradistea de Jos, Gradistea de Sus, Măcrina, Puiești, Racovița, Ștubeiu ;
4. Plasa Râmnicul de Sus, з резиденцією в Râmnicu Sărat, з комунами Băbeni, Bălțăti, Câmpulungeanca, Dedulești, Grebănu, Jideni, Mărgăritești, Obidăți, Pardoși, Putreda, Racovițeni, Zgârcăti і Vale a Raței ;
5. Plasa Marginea de Sus, з резиденцією в Плайнешті, з комунами Bogza, Boidești, Dragosloveni, Gologanu, Lacul lui Baban, Плайнешти, Popești, Sihlea, Slobozia, Slobozia Ciorăști, Tâmboești і Воетін ;
6. Plasa Râmnicul de Jos, з резиденцією в Bălăceanu, з комунами Bălăceanu, Costienii de Jos, Costienii Mari, Drogu, Galbenu, Ghergheasa, Jirlău, Nispuri, Sălcioara, Slobozia, Socariciu і Vișani ;
7. Maluri Marginea de Jos, Mărtinești Obilești Măicănești Măicănești Măxineni з комунами Bălești , Râmniceni Ciorăști і Râmniceni -Mihălceni .

У 1930 році територія повіту була адміністративно поділена на три частини: 
1. Plasa Campul (у південній частині),
2. Plasa Dealul (у північній частині) і
3. Plasa Muntele (в західній частині).

Після адміністративно-територіальної реорганізації повіту в 1938 році він містив 5 повітів:
1. Plasa Dumitrești (у північно-західній частині, з резиденцією в Dumitrești ),
2. Plasa Plăinești (у північній частині, з резиденцією в Plăinești ),
3. Plasa IG Duca (у східній частині, з резиденцією в Ciorăști ),
4. Plasa Boldu (у південно-західній частині, з резиденцією в Boldu ) і
5. Plasa Orașul (у південній частині, з резиденцією в Râmnicu Sărat ).

## Населення
За даними перепису 1930 року населення повіту становило 184 956 жителів, з них 96,3% румуни, 2,7% цигани, 0,6% євреї та ін.  У конфесійному відношенні населення повіту складалося з 98,9 % православних, 0,6 % мозаїків, 0,1 % римо-католиків тощо.

### Міське середовище
У 1930 році міське населення повіту становило 15 007 жителів, з яких 89,2% були румуни, 6,9% євреї, 1,5% цигани, 1,0% угорці тощо.  З релігійної точки зору місто складалося з 91,3% православних, 6,9% мозаїків, 0,8% римо-католиків тощо.

## Документальні матеріали

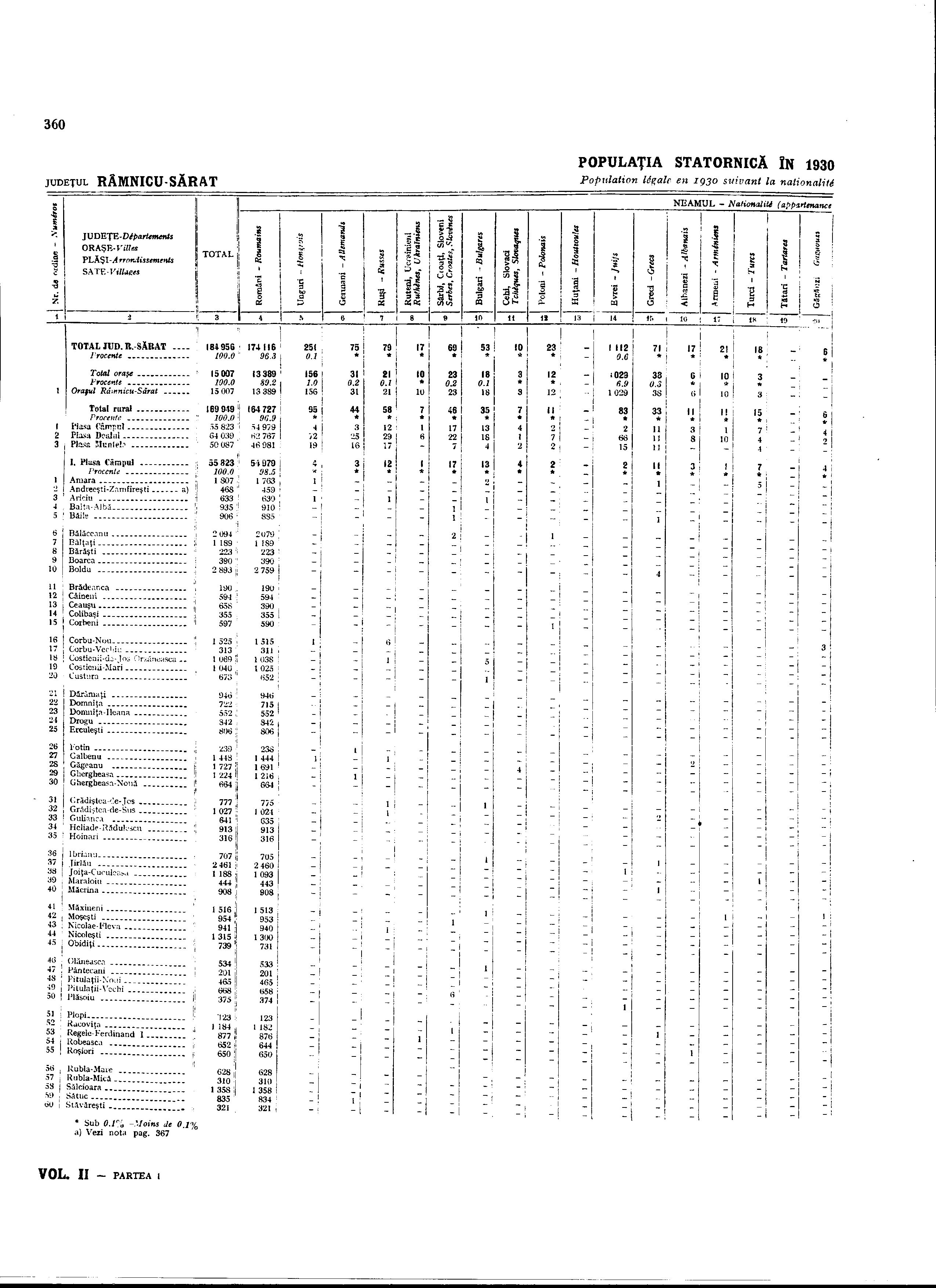
Населення повіту в 1930 році за національністю та рідною мовою
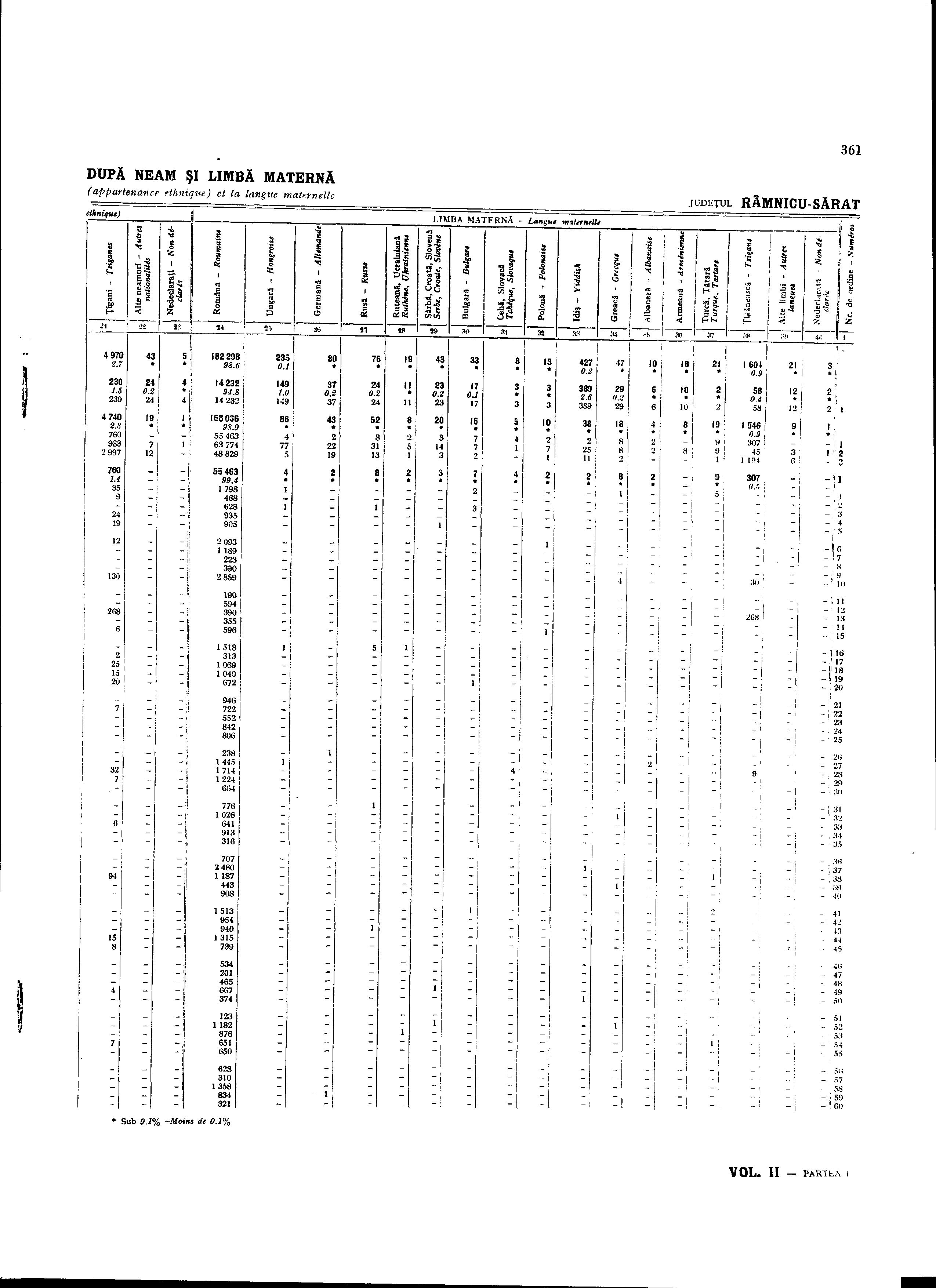
Населення повіту в 1930 році за національністю та рідною мовою

## Зовнішні посилання
- Портрет міжвоєнної Румунії - повіту Римніку-Серат